# Яте (вулкан)

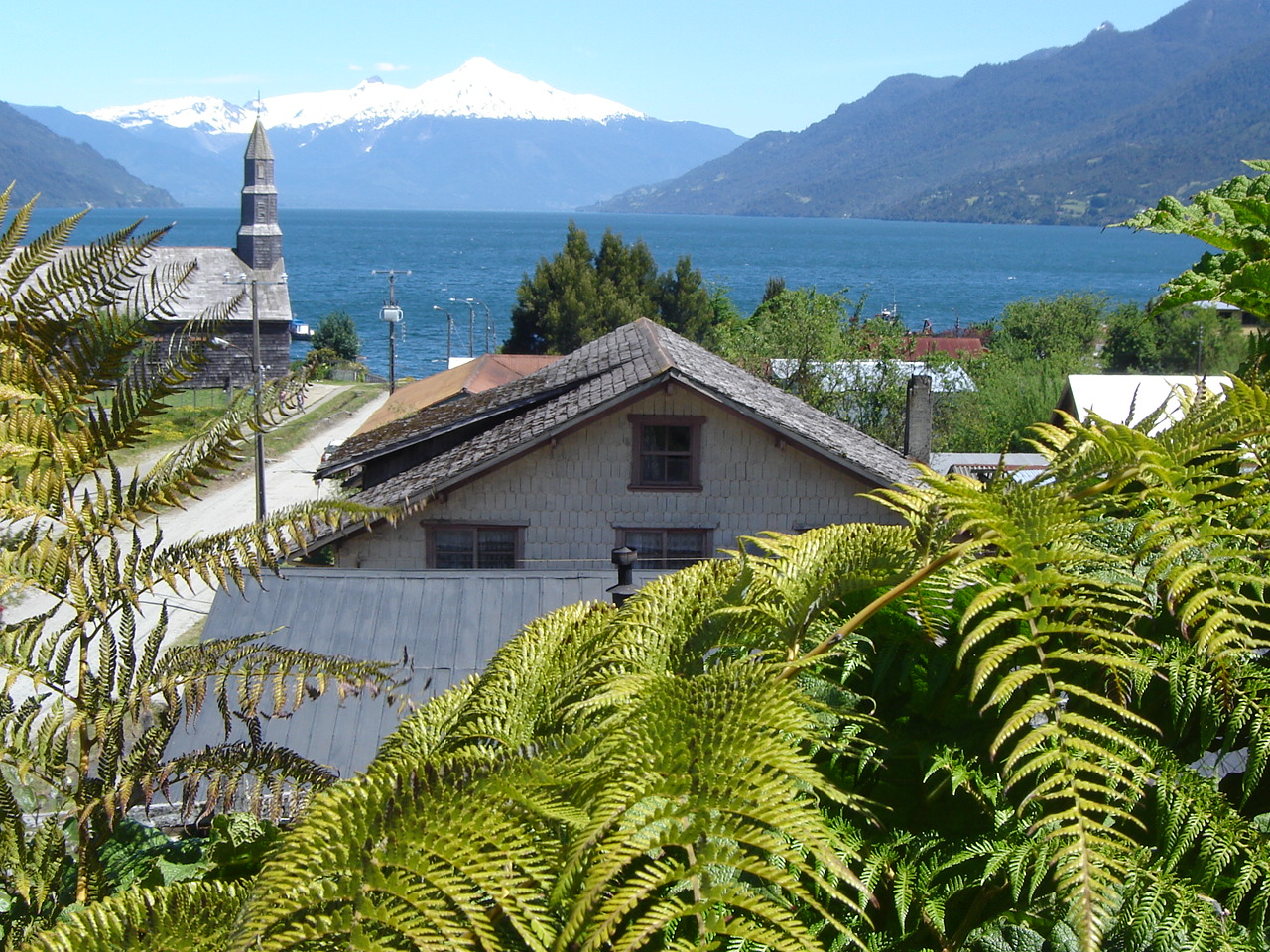
Вид на вулкан Яте со стороны Кочамо

Яте (исп.  Yate ) — вулкан в Патагонских Андах на территории Чили.

## География
Вулкан расположен южнее фьёрда Релонкави и юго-западнее посёлка Кочамо в области Лос-Лагос. Образовался в позднем плейстоцене. Относится к стратовулканам, сложен преимущественно базальтами и андезитами. Высота 2187 метров. Находится на территории Национального парка Орнопирен.

## Оползень 1965 года
19 февраля 1965 года со склона вулкана сошёл сель объёмом от шести до десяти миллионов кубометров, состоявший из воды, камней и льда, и через 7,5 км обрушился в озеро Капрера. На западном конце озера сформировалось цунами высотой более 25 метров, которое уничтожило прибрежный посёлок и вызвало гибель 27 человек. Учёные полагают, что подобные сходы повторяется примерно каждые сто лет и, что глобальное потепление может увеличить частоту сходов.